# Marie-Didace
Au chenal du moine Le Survenant
Marie-Didace est un téléroman québécois en 32 épisodes de 25 minutes en noir et blanc scénarisé par Germaine Guèvremont et diffusé du 25 septembre 1958 au 26 juin 1959 à la Télévision de Radio-Canada.

## Fiche technique
- Scénariste : Germaine Guèvremont
- Réalisation : Jo Martin
- Société de production : Société Radio-Canada

## Distribution
- Patricia Nolin : Marie-Didace Beauchemin
- Béatrice Picard : Angélina Desmarais
- Mathieu Poulin : Ti-Côme Provençal
- Yves Létourneau : Odilon Provençal
- Marjolaine Hébert : Bedette Salvail
- Rolande Dumont : Virginie Provençal
- Marthe Mercure : Mathilde
- Sylvaine Picard : Catherine
- Benoît Girard : Patrice
- Georges Bouvier : Jacob Salvail
- Charlotte Boisjoli : Mélodie Tourangeau
- Yvon Dufour : Curé Vincent Provençal
- Jacques Galipeau : Octavien Tourangeau
- Denise Pelletier : Nancy Varieur
- Nicole Amigorena : Alexandrine
- Colette Courtois : Corinne
- Camille Ducharme : typographe
- Pierre Dufresne : Ugène
- Nini Durand : Lucrèce
- Olivier Guimond : M. Bezeau
- Aimé Major : Directeur du Sorellois
- Suzanne Marcoux : Laurence
- Jean-Louis Millette : Absalon
- Dyne Mousso : Fleur-Aimée